# هوخکیرش
هوخکیرش (به آلمانی: Hochkirch) یک شهر در آلمان است که در باوتسن واقع شده‌است. هوخکیرش ۲٬۵۶۱ نفر جمعیت دارد.